# OR6K6
OR6K6 (англ. Olfactory receptor family 6 subfamily K member 6) – білок, який кодується однойменним геном, розташованим у людей на короткому плечі 1-ї хромосоми.  Довжина поліпептидного ланцюга білка становить 343 амінокислот, а молекулярна маса — 38 362.
| 10         |  | 20         |  | 30         |  | 40         |  | 50         |
| ---------- |  | ---------- |  | ---------- |  | ---------- |  | ---------- |
| MKQYSVGNQH |  | SNYRSLLFPF |  | LCSQMTQLTA |  | SGNQTMVTEF |  | LFSMFPHAHR |
| GGLLFFIPLL |  | LIYGFILTGN |  | LIMFIVIQVG |  | MALHTPLYFF |  | ISVLSFLEIC |
| YTTTTIPKML |  | SCLISEQKSI |  | SVAGCLLQMY |  | FFHSLGITES |  | CVLTAMAIDR |
| YIAICNPLRY |  | PTIMIPKLCI |  | QLTVGSCFCG |  | FLLVLPEIAW |  | ISTLPFCGSN |
| QIHQIFCDFT |  | PVLSLACTDT |  | FLVVIVDAIH |  | AAEIVASFLV |  | IALSYIRIII |
| VILGMHSAEG |  | HHKAFSTCAA |  | HLAVFLLFFG |  | SVAVMYLRFS |  | ATYSVFWDTA |
| IAVTFVILAP |  | FFNPIIYSLK |  | NKDMKEAIGR |  | LFHYQKRAGW |  | AGK        |

A: Аланін

C: Цистеїн

D: Аспарагінова кислота

E: Глутамінова кислота

F: Фенілаланін

G: Гліцин

H: Гістидин

I: Ізолейцин

K: Лізин

L: Лейцин

M: Метіонін

N: Аспарагін

P: Пролін

Q: Глутамін

R: Аргінін

S: Серин

T: Треонін

V: Валін

W: Триптофан

Кодований геном білок за функціями належить до рецепторів, g-білокспряжених рецепторів, білків внутрішньоклітинного сигналінгу. 
Задіяний у такому біологічному процесі як поліморфізм. 
Локалізований у клітинній мембрані, мембрані.